# Эрдмансдёрфер, Макс
Макс Карл Кристиан Эрдмансдёрфер (нем. Max Carl Christian Erdmannsdörfer; в России Максимилиан Карлович Эрдмансдёрфер; 14 июня 1848, Нюрнберг — 14 февраля 1905, Мюнхен) — немецкий дирижёр. Сын Карла Эрдмансдёрфера.

## Биография
Учился у своего отца, дебютировал на сцене в десятилетнем возрасте одновременно как скрипач и пианист. Затем окончил Лейпцигскую консерваторию (1867), где учился у Игнаца Мошелеса и Карла Райнеке (фортепиано), Фердинанда Давида и Феликса Драйшока (скрипка), Морица Гауптмана (теория). После этого в течение года изучал дирижирование в Дрездене у Юлиуса Рица.

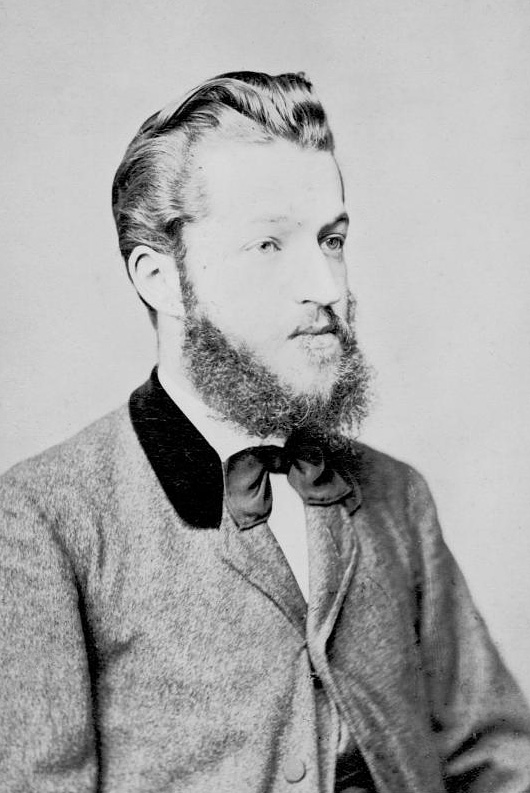
Эрдмансдёрфер в годы учёбы в Дрездене

Несколько лет давал частные уроки в Нюрнберге. В 1871 году сменил Макса Бруха во главе придворного оркестра в Зондерсхаузене, установив отношения регулярного сотрудничества с Иоахимом Раффом и Францем Листом: в частности, Эрдмансдёрфер и оркестр Зондерсхаузена стали первыми исполнителями симфонической поэмы Листа «Гамлет» (2 июля 1876 года). Среди других зондерсхаузенских премьер Эрдмансдёрфера увертюра «Сервантес» Александра Маккензи. После отречения покровительствовавшего искусствам князя Гюнтера Фридриха Карла покинул Зондерсхаузен и в 1880—1882 гг. работал в Лейпциге.
В 1882—1889 гг. Эрдмансдёрфер был дирижёром оркестра Русского музыкального общества и работал, главным образом, в Москве; в начале этого периода он также непродолжительное время преподавал в Московской консерватории, однако уже в 1883 году его конфликт с директором консерватории Николаем Губертом привёл к отставке обоих; среди учеников Эрдмансдёрфера были Николай Кочетов и Александр Оленин, а впоследствии, в 1888 году в Москве было опубликовано его учебное пособие «Таблицы наиболее употребительных инструментов оркестра». Тесное сотрудничество связало Эрдмансдёрфера с Петром Ильичом Чайковским: он осуществив мировые или московские премьеры ряда его произведений, в том числе Симфонии «Манфред» (11 марта 1886 года). Чайковский посвятил Эрдмансдёрферу Сюиту для оркестра № 3 Op. 55 (как считается, в знак извинения за то, что не явился на проведённую Эрдмансдёрфером премьеру Сюиты № 2 Op. 53). Кроме того, Эрдмансдёрфер оркестровал «Песню без слов» Чайковского (третью часть юношеского цикла «Воспоминание о Гапсале») и фортепианный цикл «Костюмированный бал» Антона Рубинштейна. Среди других премьер Эрдмансдёрфера была Первая симфония Антона Аренского. От имени Русского музыкального общества Эрдмансдёрфер вёл переговоры с зарубежными музыкантами, приглашая их на гастроли и на педагогическую работу в России. Исключительно высокую оценку московской работе дирижёра дал Г. А. Ларош, писавший:
В нашем городе живет один из тех немногих европейских артистов, которые не только махают жезлом в силу своего официального положения, в силу музыкальной табели о рангах, но действительно рождены для управления, рождены музыкальными полководцами. М. К. Эрдмансдёрфер прежде всего поражает тем, что он в дирижёрстве всегда добивается своего, что оркестр у него играет именно так, как капельмейстеру угодно. <…> Обладая твёрдым преданием немецкой классической музыки, солидным музыкальным образованием и блестящей памятью, он не злоупотребляет ни своим громадным авторитетом, ни малым подчас знакомством московской публики с репертуаром и со способами исполнения. Характер его исполнения в высшей степени изящен. Но это изящество в столь же высокой степени своеобразно и оригинально.
В 1889 году по рекомендации Ганса фон Бюлова был приглашён продолжить работу в Бремене. Сперва возглавил Певческую академию, с 1890 года также абонементные концерты городского оркестра. В 1895 году в ходе реорганизации оркестра у Эрдмансдёрфера возник конфликт с концертмейстером Иоганном Крузе, в результате которого оба музыканта покинули Бремен. Затем дирижёр в течение двух сезонов вновь работал в России, но уже преимущественно в Санкт-Петербурге. В 1897—1898 гг. придворный капельмейстер в Мюнхене, преподавал также в Мюнхенской академии музыки. С 1903 года и до конца жизни руководил Поргесовским хором, основанным Генрихом Поргесом; его преемником на этом посту стал Макс Регер. Умер в результате осложнений после операции по удалению аппендикса.
Был женат (с 1874 года) на пианистке Паулине Фихтнер, в зондерсхаузенский период выступал с ней в составе фортепианного дуэта.
Рыцарь Ордена Гражданских заслуг Баварской короны (1903).

## Композиции
Композиторское наследие Эрдмансдёрфера невелико и забыто. При жизни автора, однако, ряд его сочинений получил высокую оценку. Так, в 1871 году в Зондерсхаузене под управлением автора прозвучали увертюра к драме Бернгарда Шольца «Густав Ваза» и увертюра к кантате «Принцесса Ильзе» (нем. Prinzessin Ilse): в обеих, отмечала критика, «темы и мотивы выразительны, полны подлинной жизни и индивидуального характера». Годом позже вторая из этих увертюр прозвучала в исполнении Нью-Йоркского филармонического оркестра под управлением Карла Бергмана. Наряду с кантатой «Принцесса Ильзе» (текст Карла Куна по мотивам гарцской легенды) Эрдмансдёрферу принадлежит ещё несколько вокально-симфонических произведений, в том числе «Белоснежка» (нем. Schneewittchen) и «Король грёзы и его любовь» (нем. Traumkönig und sein Lieb; по стихотворению Эмануэля Гейбеля). Для оркестра им написана также увертюра к трагедии Альберта Брахфогеля «Нарцисс». Среди других произведений Эрдмансдёрфера камерная, фортепианная, вокальная музыка.